# Weißgerberlände
Die Weißgerberlände ist eine Straße am rechten Ufer des Donaukanals in Wien im Stadtteil Weißgerber des 3. Gemeindebezirks, Landstraße. Dieser erhielt seinen Namen von den früher in diesem Gebiet tätigen Weißgerbern. Als Lände wird ein Uferstreifen bezeichnet, der sich zum Anlegen von Schiffen eignet.

## Lage und Namensgebung
Die 1862 so benannte Straße schließt bei der seit 1859 in Betrieb befindlichen Verbindungsbahnbrücke der Strecke zwischen Nord- und Südbahnhof (heute die Schnellbahn-Stammstrecke) an die Dampfschiffstraße an und setzt sich jenseits der Rotundenbrücke, bis 1919 Sophienbrücke, in der Erdberger Lände fort. Sie wird als Einbahn Richtung flussabwärts befahren; der Verkehr in der Gegenrichtung wird am linken Donaukanalufer, im 2. Bezirk, auf der Schüttelstraße geführt.
Flussseitig wird die Weißgerberlände von der 2002 benannten Friedensreich-Hundertwasser-Promenade begleitet. Um 1830 wurde für den unbefestigten Fahrweg am Ufer, der einst zur Hinrichtungsstätte führte, der Name Armen Sünder Gasse und für das Stück etwa von der heutigen Kegelgasse bis zur damaligen Sophienbrücke der Name An der Gänseweide verwendet; die Gänseweide war vom 14. bis zum 18. Jahrhundert Hinrichtungsort. Das Donaukanalufer war damals unverbaut und begrenzte die Hinterseiten der Hausgärten der Häuser, die an der Unteren Gärtnergasse, der heutigen Unteren Weißgerberstraße, lagen.

## Hundertwasser-Bauten
Bekannt wurde die Straße durch das an Nr. 14 gelegene Kunst Haus Wien, ein vom Maler Friedensreich Hundertwasser aus einem früheren Fabriksgebäude für eigene und fremde Werke gestaltetes Ausstellungshaus. Das Gebäude, dessen Haupteingang für Fußgänger in der parallelen Unteren Weißgerberstraße liegt, weist zur Lände, wo Besucher per Autobus ankommen, einen begrünten Hof auf. Jenseits der anderen Fahrbahnseite der Lände befindet sich eine touristische Schiffsanlegestelle der DDSG. Drei Häuserblöcke flussabwärts und einen landeinwärts befindet sich in der Kegelgasse, Ecke Löwengasse, das Hundertwasserhaus, ein städtisches Wohnhaus der 1980er Jahre, das der Künstler unter Mitarbeit eines Architekten aufsehenerregend entworfen hat.

## Andere Bauten

Städtisches Donaustrombad an der Sophienbrücke, 1906, Blick von der Weißgerberlände flussabwärts: Gebadet wurde im Inneren der rahmenartigen Konstruktion, die Umkleidemöglichkeiten enthielt

Die Weißgerberlände ist wegen der Uferlage nur an ihrem westlichen Straßenrand verbaut. Die Häuser weisen nach dem 1862 eingeführten Wiener Hausnummernsystem ausschließlich gerade Hausnummern auf, die flussabwärts (bzw. vom zentrumsnächsten Teil der Lände ausgehend) aufsteigend vergeben wurden: von Nr. 2 (Ecke Untere Viaduktgasse) bis Nr. 62 (Ecke Rasumofskygasse, dort Haltestelle der Straßenbahnlinie 1). Es handelt sich um sechs Häuserblöcke, getrennt durch fünf abzweigende Gassen. Nahe der Rotundenbrücke findet sich im Stadtplan der 1920er Jahre ein städtisches Strombad, das nach Czeike 1904 / 1905 errichtet wurde, als die Abwässer nicht mehr in den Donaukanal geleitet wurden.
Die bestehende historische Bebauung aus der Zeit etwa von 1870 bis 1910 besteht zum Großteil aus Häusern mit großbürgerlichen Mietwohnungen und zeigt, dass es sich damals um eine sehr gute Wohngegend gehandelt hat, in der solche Wohnungen marktgerecht waren. Dazu trugen die Lage am Wasser und die Nähe des Praters ebenso bei wie die geringe Entfernung vom Stadtzentrum.
Zwischen Krieglergasse und Rotundenbrücke besteht ein geschlossenes Ensemble späthistoristischer großbürgerlicher Zinshäuser mit secessionistischen Fassadenelementen, die auf die landschaftliche Wirkung des Donaukanals berechnet sind und die im gegenüberliegenden Pratercottage ihr Pendant hätten finden sollen, was aber nur teilweise verwirklicht wurde. Auch an der flussabwärts gelegenen Erdberger Lände gibt es einige Häuser, die hier dazugerechnet werden können, wenn auch nicht in Form eines geschlossenen Ensembles. Zu diesem Ensemble gehören auch ein großer Teil der ungeraden Seite der Unteren Weißgerberstraße, die kanalnahen Teile der Custozzagasse, Hetzgasse und Kegelgasse, fast die ganze Paracelsusgasse und auch der etwas früher (1906–1910) planmäßig angelegte Rudolf-von-Alt-Platz.
Die Häuser wurden meist von Julius Müller und den Brüdern Anton und Josef Drexler entworfen. Unterbrochen wird das Ensemble nur durch ein 1924/1925 erbautes Beamtenwohnhaus auf Nr. 26 mit scharfkantigen Erkern und sparsamem floralen Dekor und zwei Gemeindebauten der Zwischenkriegszeit: Nr. 24 von Alexander Graf aus dem Jahr 1930 und Nr. 30–36 von Friedrich Schlossberg aus den Jahren 1931/1932.
Ab der Nr. 10 sind die Häuser vollständig in der von der Stadt Wien definierten baulichen Schutzzone Untere Weißgerber enthalten.

### Einzelne Gebäude
- Nr. 18 (Krieglergasse 17–19, Untere Weißgerberstraße 15): Das Gebäude stammt von Hans Schimitzek. Das im Heimatstil erbaute Haus wird durch flache Erker und mehrere Dachgiebel gegliedert.

- Nr. 22 wurde 1912 von Emanuel Ehrlich erbaut. Der flach gehaltene Baukörper ist durch Balkone akzentuiert und unter dem Einfluss der Wiener Werkstätte sparsam gegliedert.

- Nr. 38, aus dem Jahr 1911, stammt von Julius Müller. Die Fassade weist zwei mächtige übergiebelte Erkerbauten auf, zwischen denen Gitterbalkone eingespannt sind. Oberhalb der Sockelzone befinden sich  Reliefs unklaren Inhalts, vielleicht eine Darstellung der Türkenkriege unter Prinz Eugen.

- Nr. 40 und 42 stammen von den Gebrüdern Drexler und bilden mit ihren abgerundeten Ecken (bei Nr. 42 mit turmartiger Erhöhung) eine Art Portal für die dazwischenliegende Hetzgasse. Die oberen Geschoße zeigen eine aufwändige Stuckdekoration in Form von Vasen, Masken und Girlanden. Im Hof von Nr. 42 befindet sich ein Maulbeerbaum aus dem 18. Jahrhundert – ein Überrest damaliger Seidenraupenzucht, der von der Stadt Wien als Naturdenkmal geführt wird.[6]

- Nr. 44–46 stammt von Julis Müller. Die Fassade wird durch vier mächtige Erkerbauten akzentuiert, zwischen den mittleren Erkern sind Gitterbalkone eingeschoben. Das oberste Geschoß wird von einem Giebel mit Atelierfenster bekrönt. Der Dekor ist vor allem in den oberen Stockwerken sehr reich und stellt Mädchen und Knaben unter Baldachinen sowie Blumenvasen und Fruchtgirlanden dar.

- Nr. 50 stammt von den Gebrüdern Drexler. Das Haus weist flache, polygonale Erker auf, in die loggienartige Balkone eingespannt sind. Foyer und Stiegenhaus sind mit Holz vertäfelt und mit Stuck dekoriert, die Glasmalerei stammt noch aus der Bauzeit.

- Nr. 52 stammt von den Gebrüdern Drexler und bildet zusammen mit Nr. 54 eine repräsentative Einfahrt in die Paracelsusgasse. Die Ecke ist durch flach vorgewölbte Erkerbauten abgerundet, das Haus weist zwei Ateliergiebel auf. Die Fassade ist mit Pilastern gegliedert, die mit Feigenblattornamentik geschmückt sind. Das Portal ist mit einer Blendbalustrade und aufgesetzten Vasen dekoriert. Die Gitterbalkone sind durch Steinvasen rhythmisiert.

- Nr. 54 wurde 1907 von Johann Eustacchio erbaut. Das stark vorkragende Dach ist auf Konsolen gestützt, die Fensteröffnungen sind teilweise gerade, teilweise segmentbogig abgeschlossen. Der Fassadendekor stellt Blumengirlanden und Ranken dar.

- Nr. 56 wurde 1905 von Carl Hörmann erbaut. Die flache, langgezogene Fassade ist secessionistisch beeinflusst, das zweite und dritte Obergeschoß werden mit Pilastern gegliedert. Auf der Attika ist der Name des Bauherren – Eduard Schinzel – zu lesen.

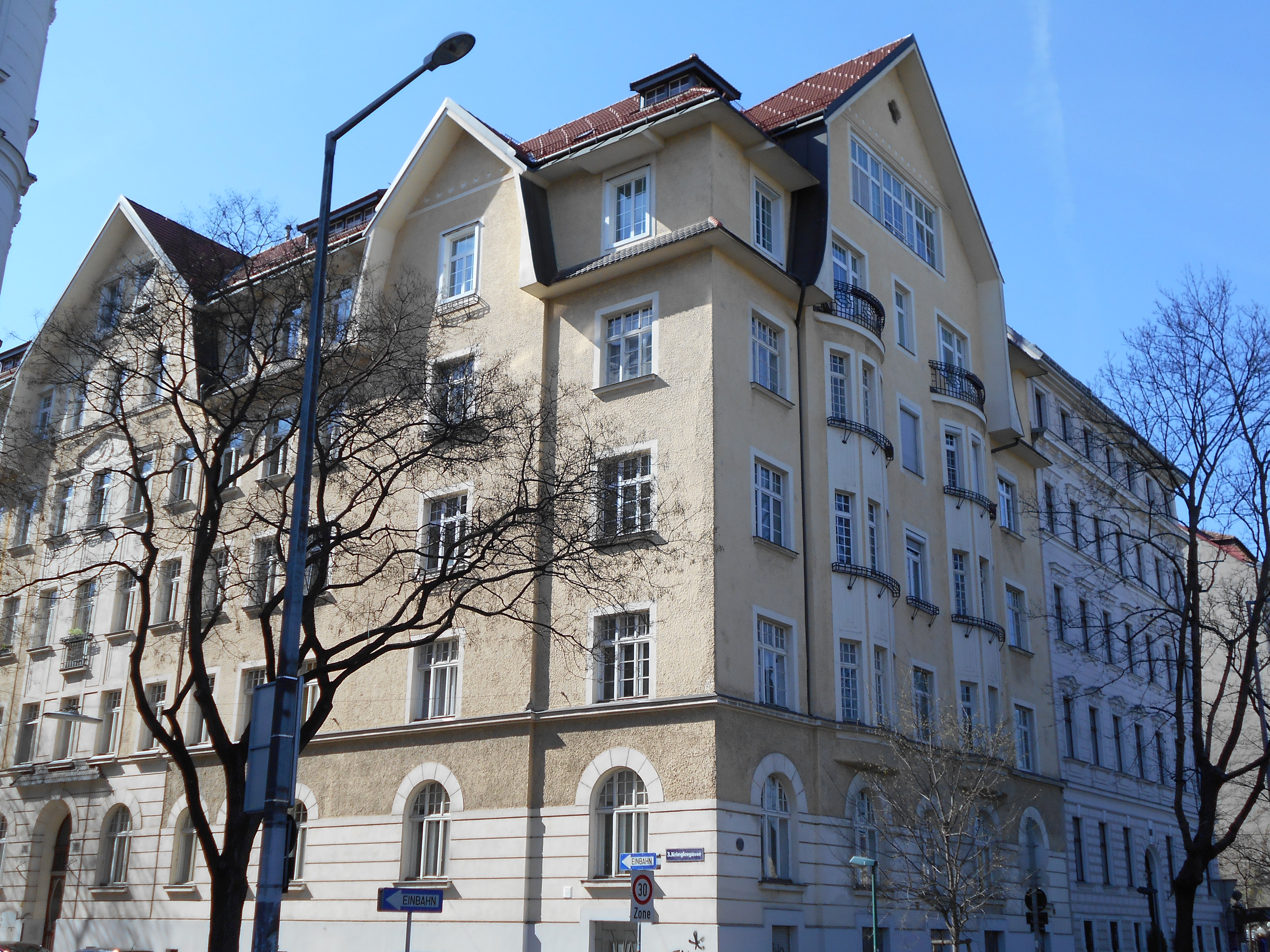
Nr. 18 (Krieglergasse 17–19)
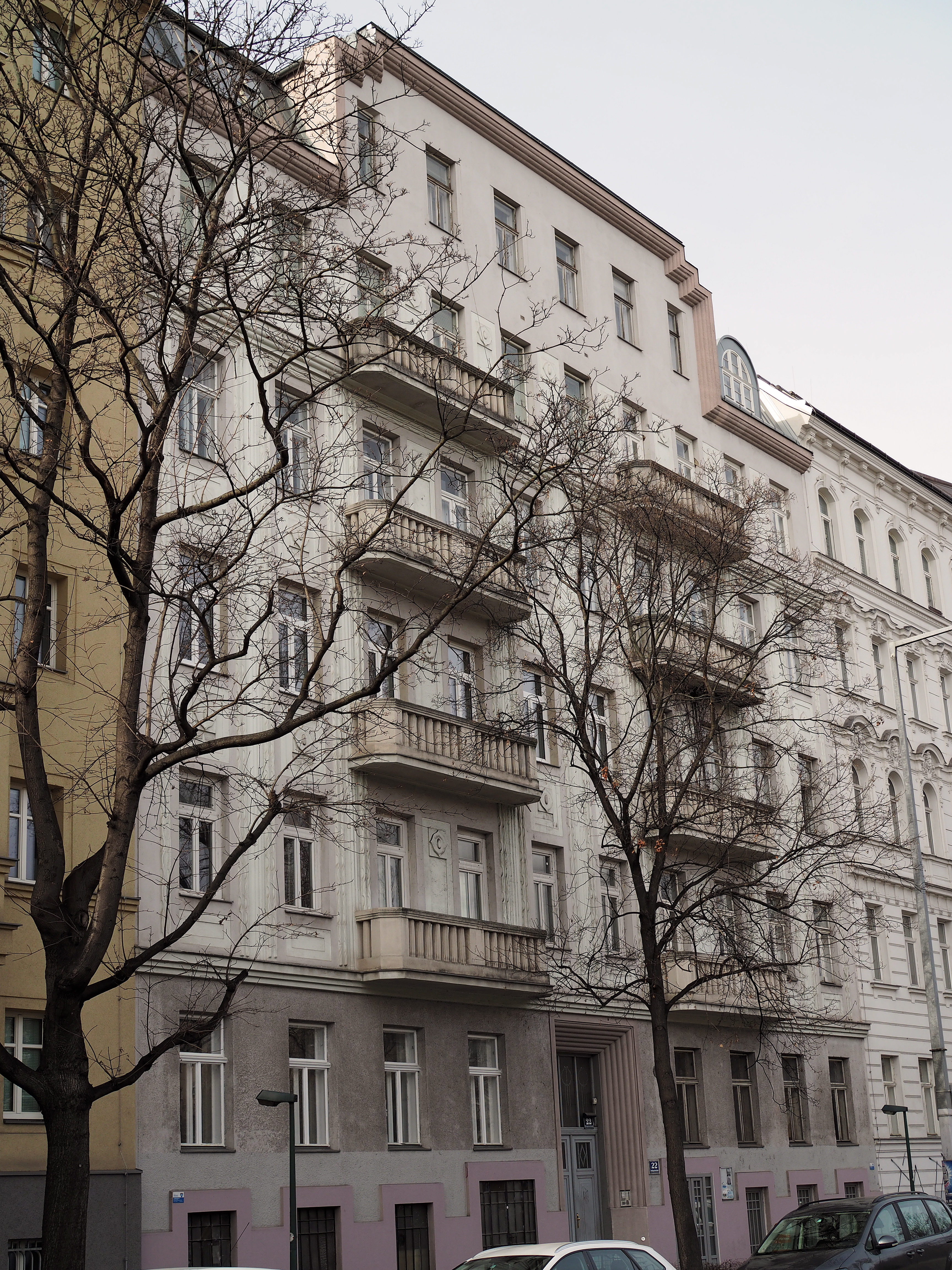
Nr. 22
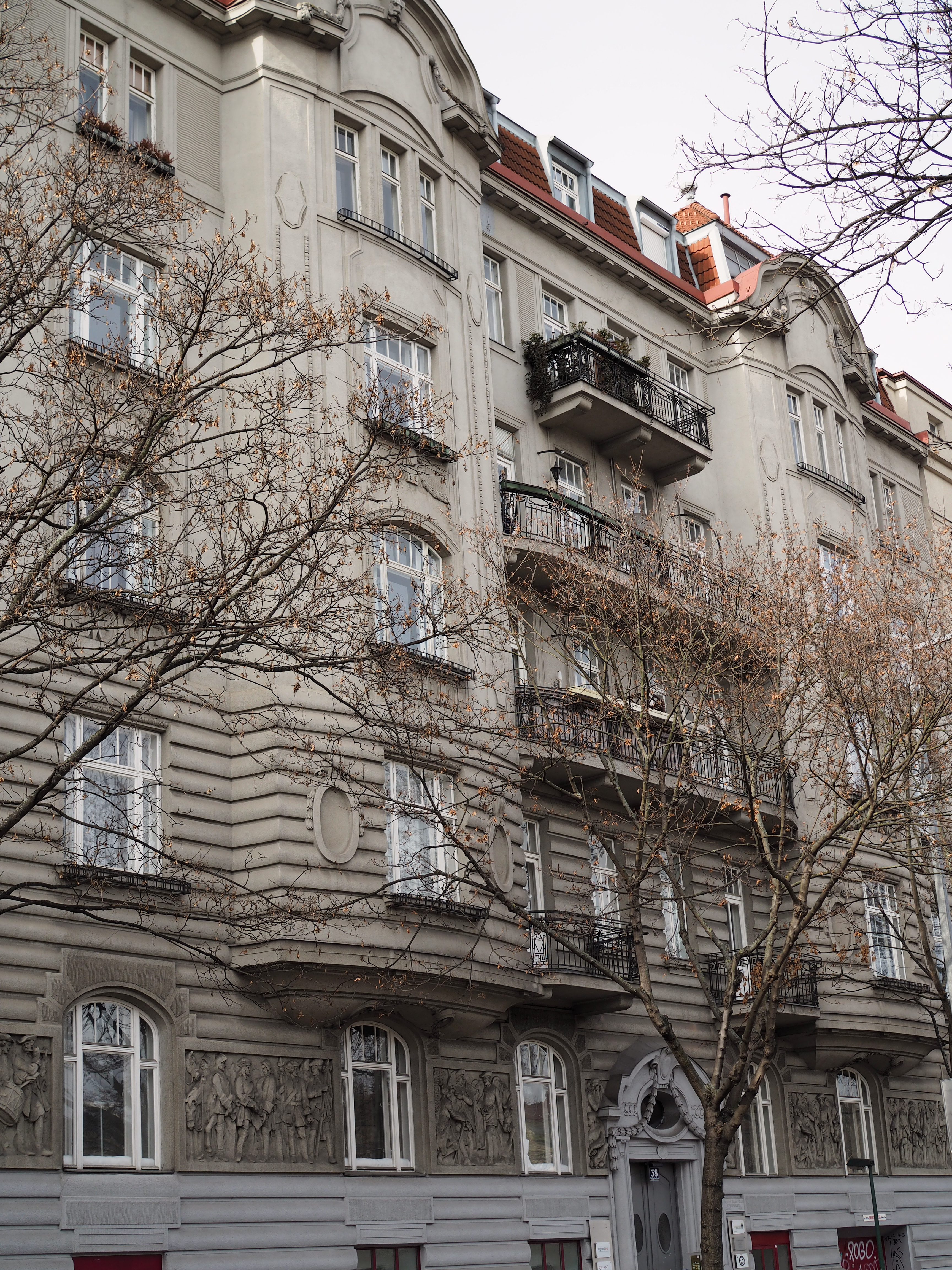
Nr. 38
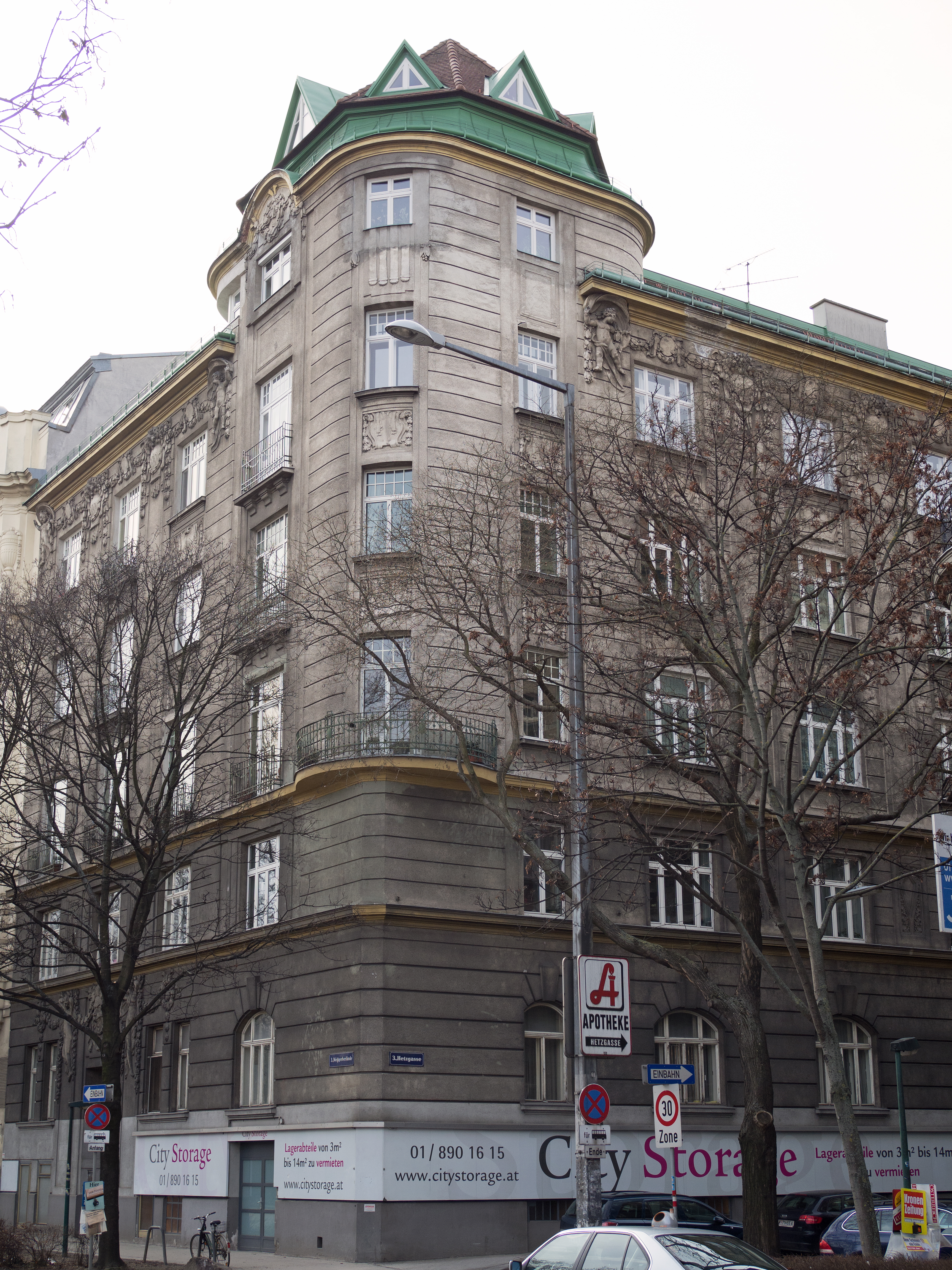
Nr. 42
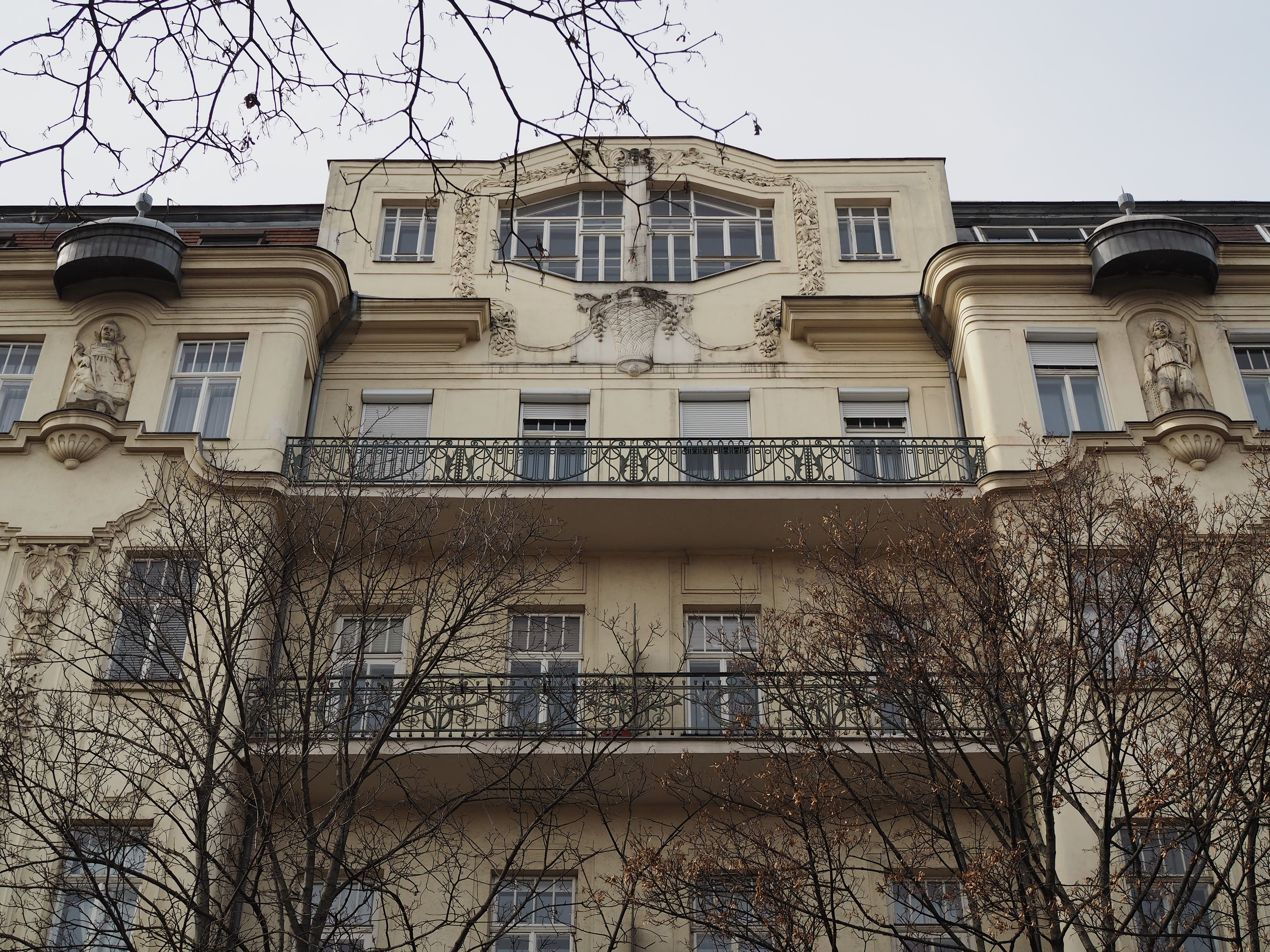
Nr. 44–46
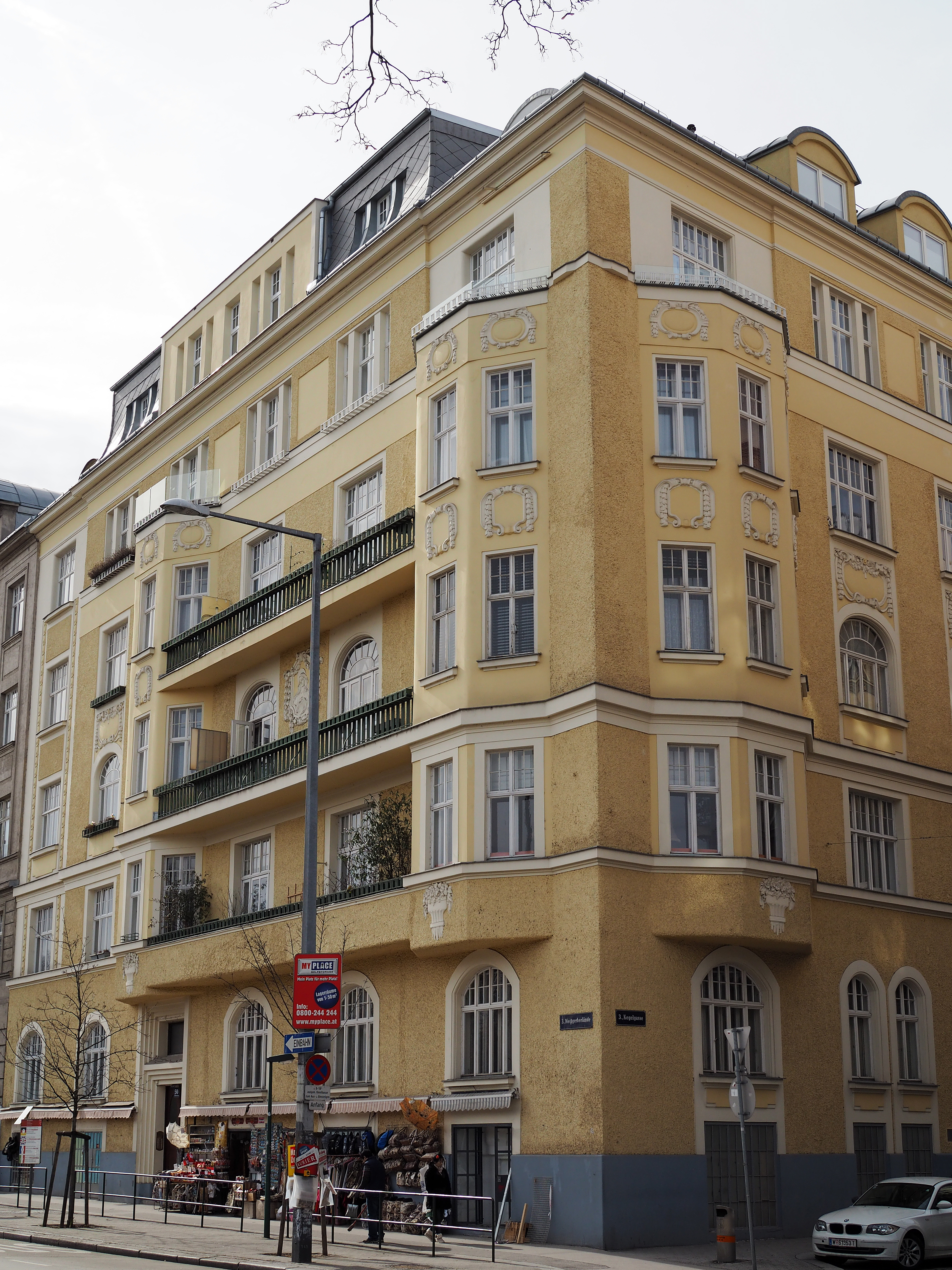
Nr. 50
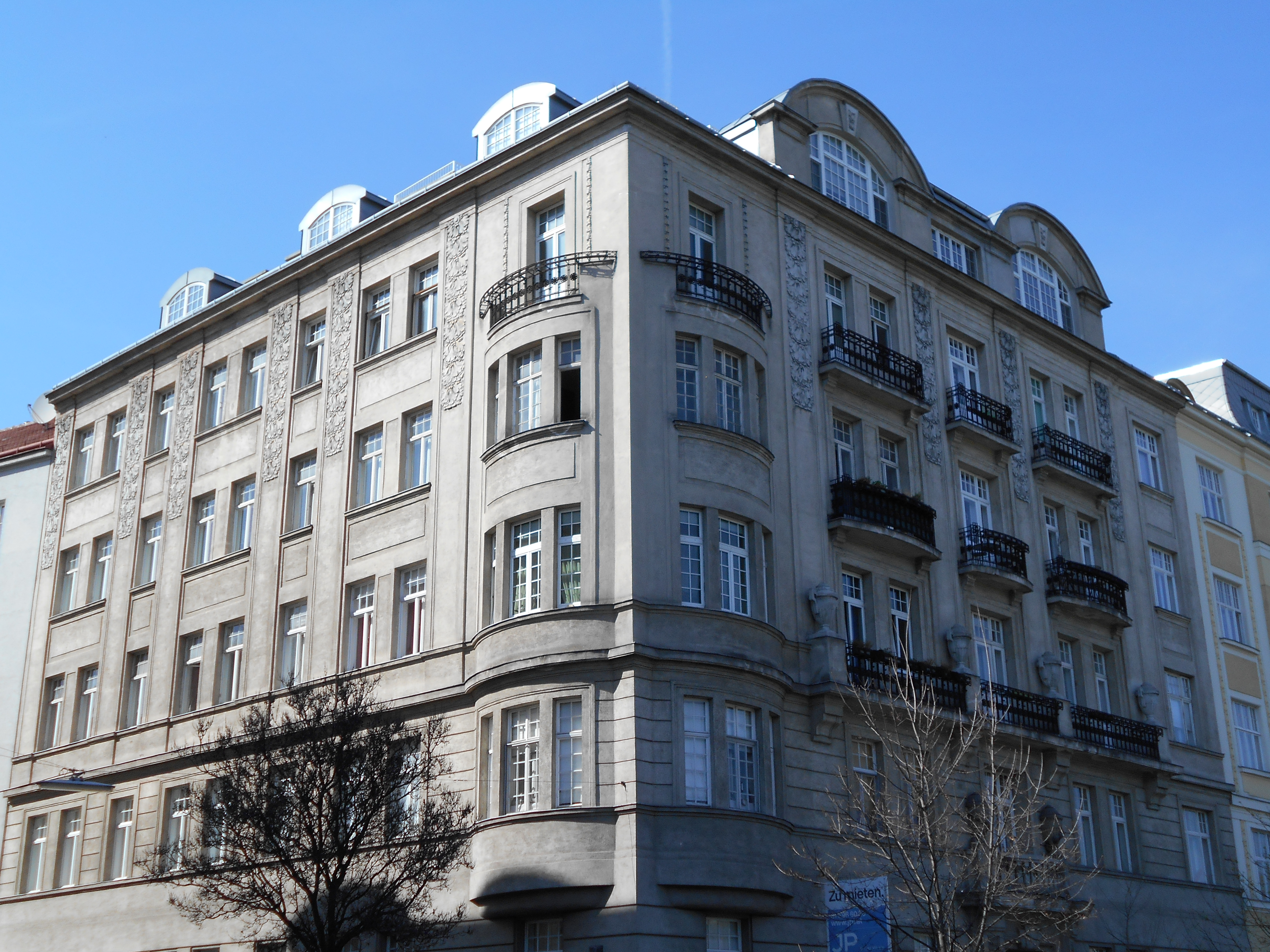
Nr. 52
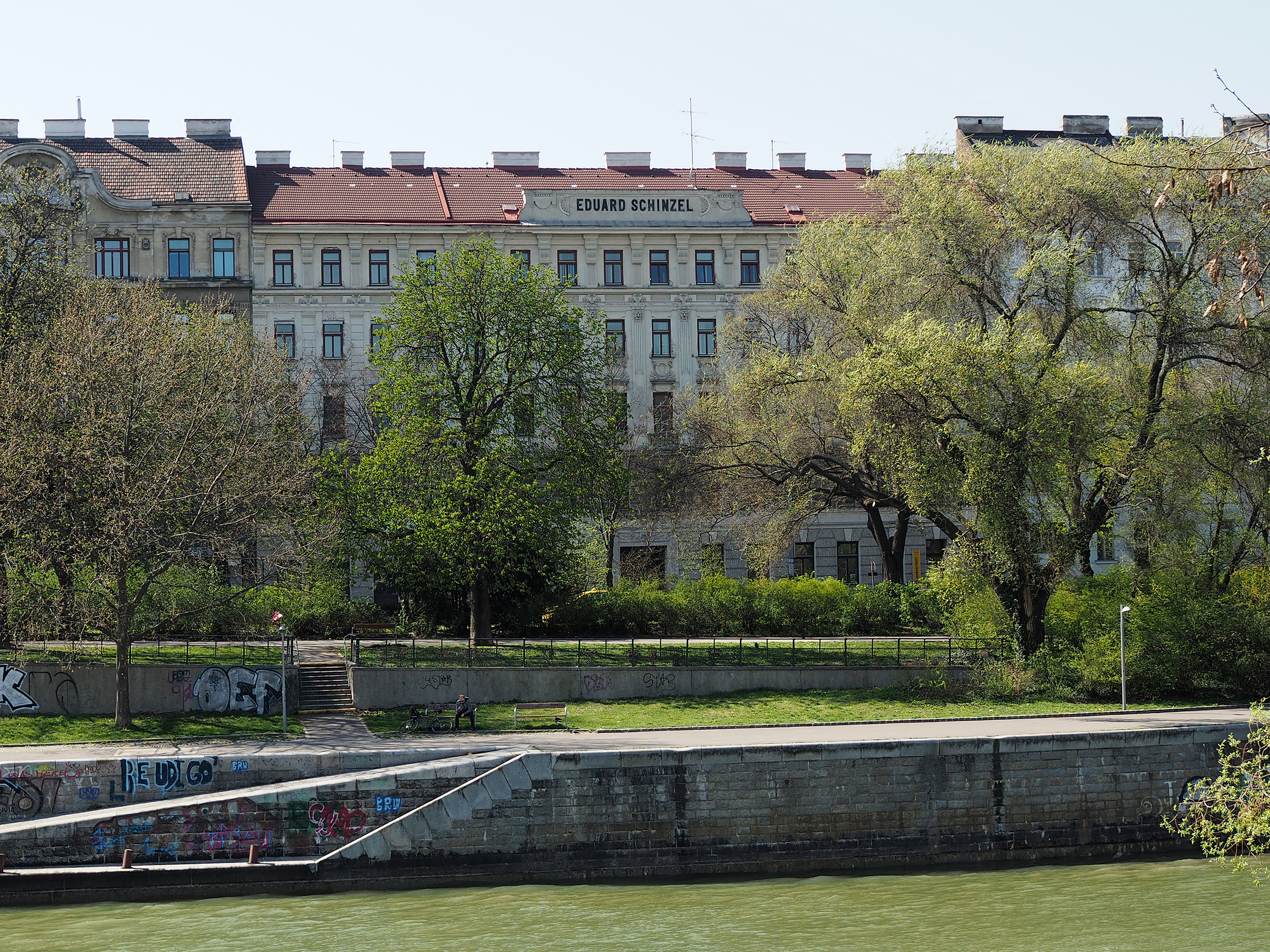
Nr. 56

## Verkehr
Von der Mitte des 19. Jahrhunderts an wurde mehrmals geplant, für den Schiffsverkehr auf der Donau im Donaukanal Hafenanlagen zu errichten; der Ausbau blieb Stückwerk, da das Geld fehlte. Außerdem hatte die Wiener Donauregulierung ab den 1870er Jahren die Möglichkeit geschaffen, weitläufige Länden am Donaustrom zu platzieren, wo genug Platz für anschließende Bahnanlagen vorhanden war. Das Projekt Hafen im Donaukanal wurde von den späten 1920er Jahren an nicht mehr weiterverfolgt.
Der Schiffsverkehr auf dem Donaukanal beschränkt sich daher im Wesentlichen auf Stadtrundfahrten und Ausflugsverkehr; die Weißgerberlände wird nur selten als Lände verwendet. Seit 2006 fahren die Katamarane des „Twin City Liners“ von April bis Oktober pro Fahrtrichtung drei- bis fünfmal pro Tag die Weißgerberlände entlang: Sie verbinden das Wiener und das Pressburger Stadtzentrum im Schnellverkehr.
Auf der Weißgerberlände verlief 1914–1945 die Wiener Stadtstrecke der Pressburger Bahn, einer elektrischen Lokalbahn, die die Stadtzentren von Wien und Pressburg verband. Bei der Rotundenbrücke kreuzte die Pressburger Bahn die Straßenbahngleise.
Im Zuge der allgemeinen Motorisierung wurde die Straße seit den 1970er Jahren zu einer mehrspurigen Hauptverkehrsstraße ausgebaut. Sie ist Teil des Lände bzw. B 227 – Donaukanal Straße genannten Straßenzuges, der die Nordbrücke (Zubringer A 22), den Donaukanal entlang und am Stadtzentrum vorbei, mit der Ostautobahn A4 Richtung Flughafen Wien, Neusiedler See, Pressburg und Budapest verbindet. Die erlaubte Höchstgeschwindigkeit von 50 km/h wird radarmäßig überwacht.

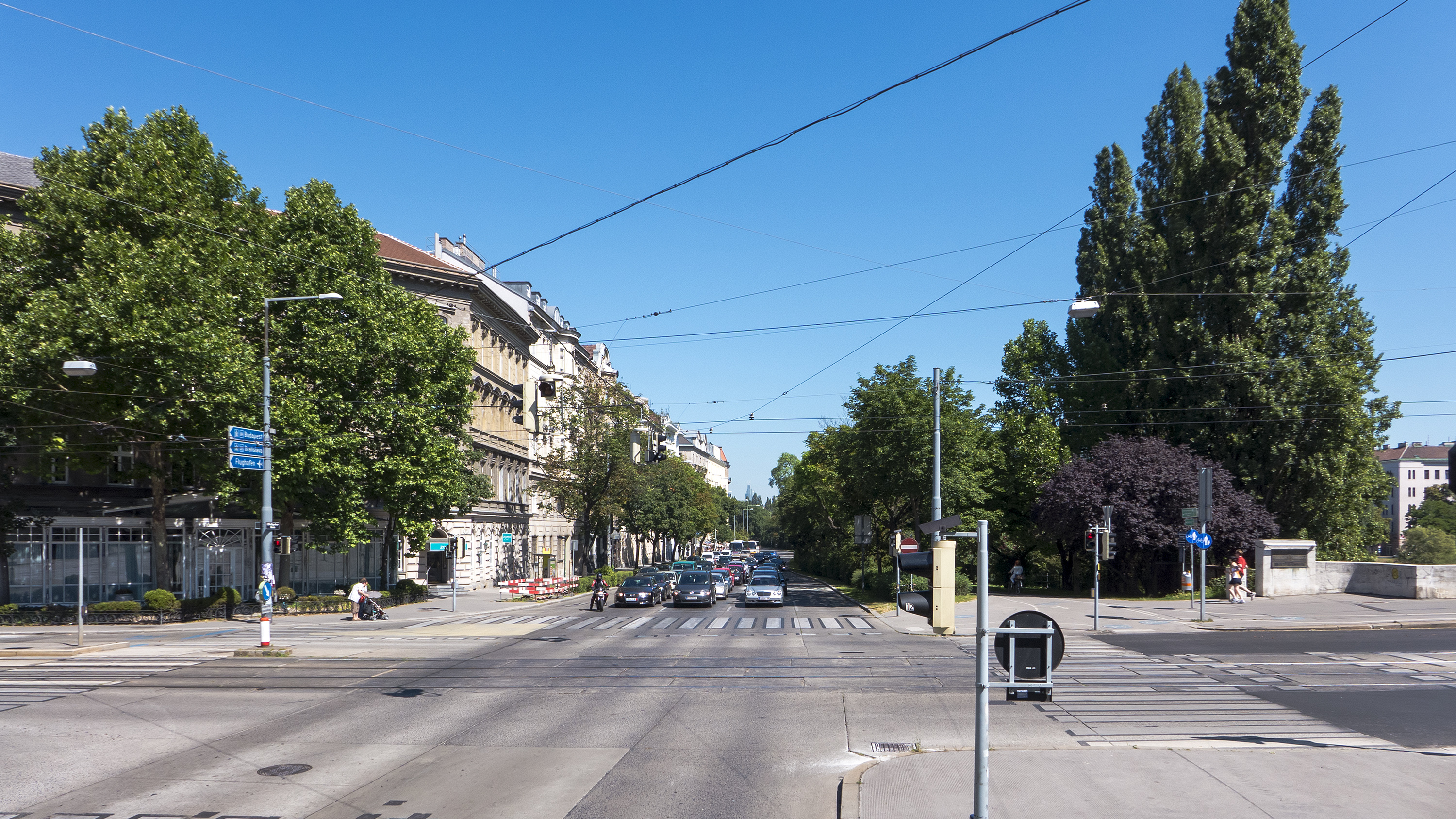
Das östliche Ende bei der Rasumofskygasse
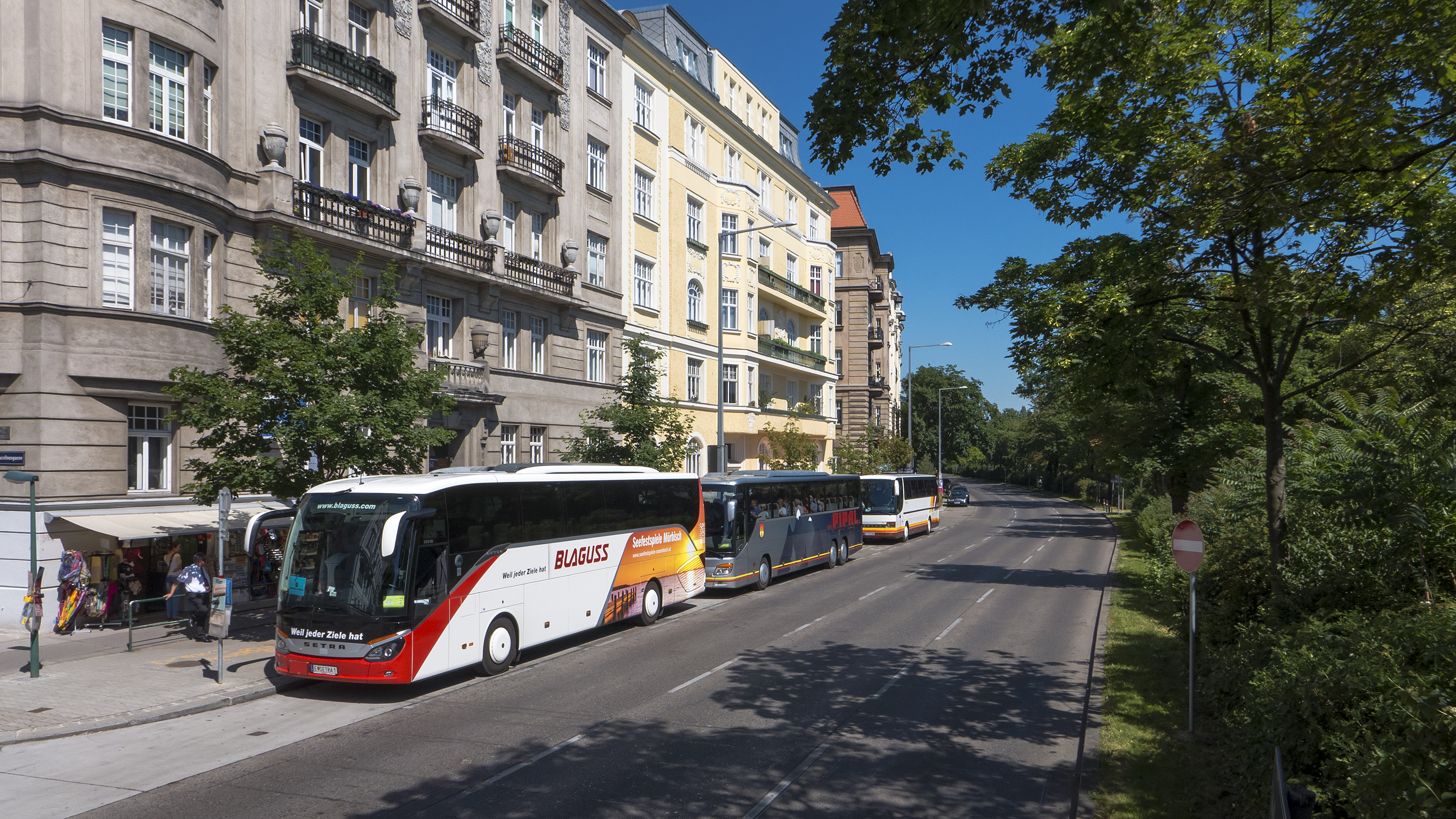
Bei der Paracelsus-gasse, Busparkplatz des Hundertwasser-hauses
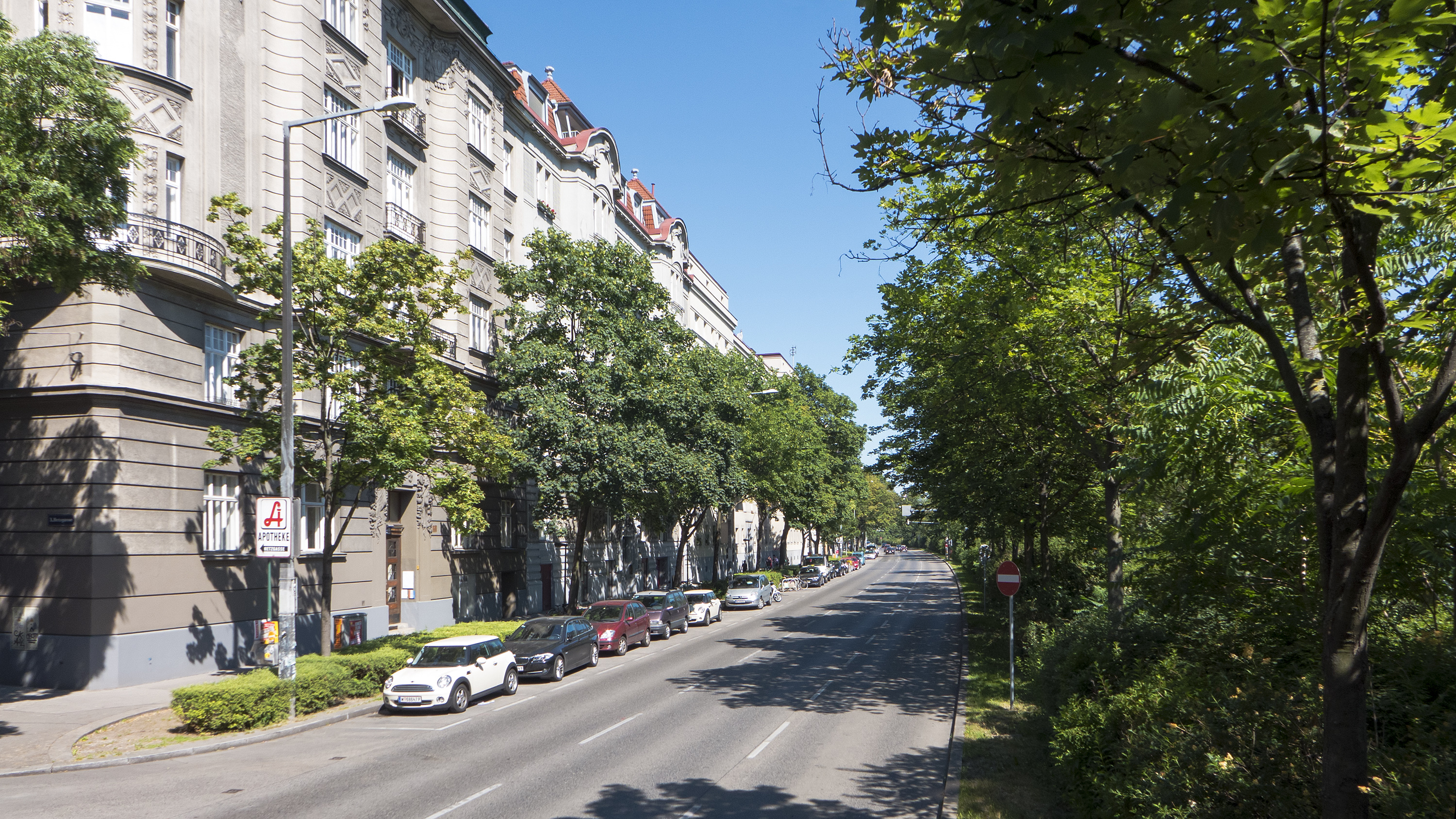
Bei der Hetzgasse
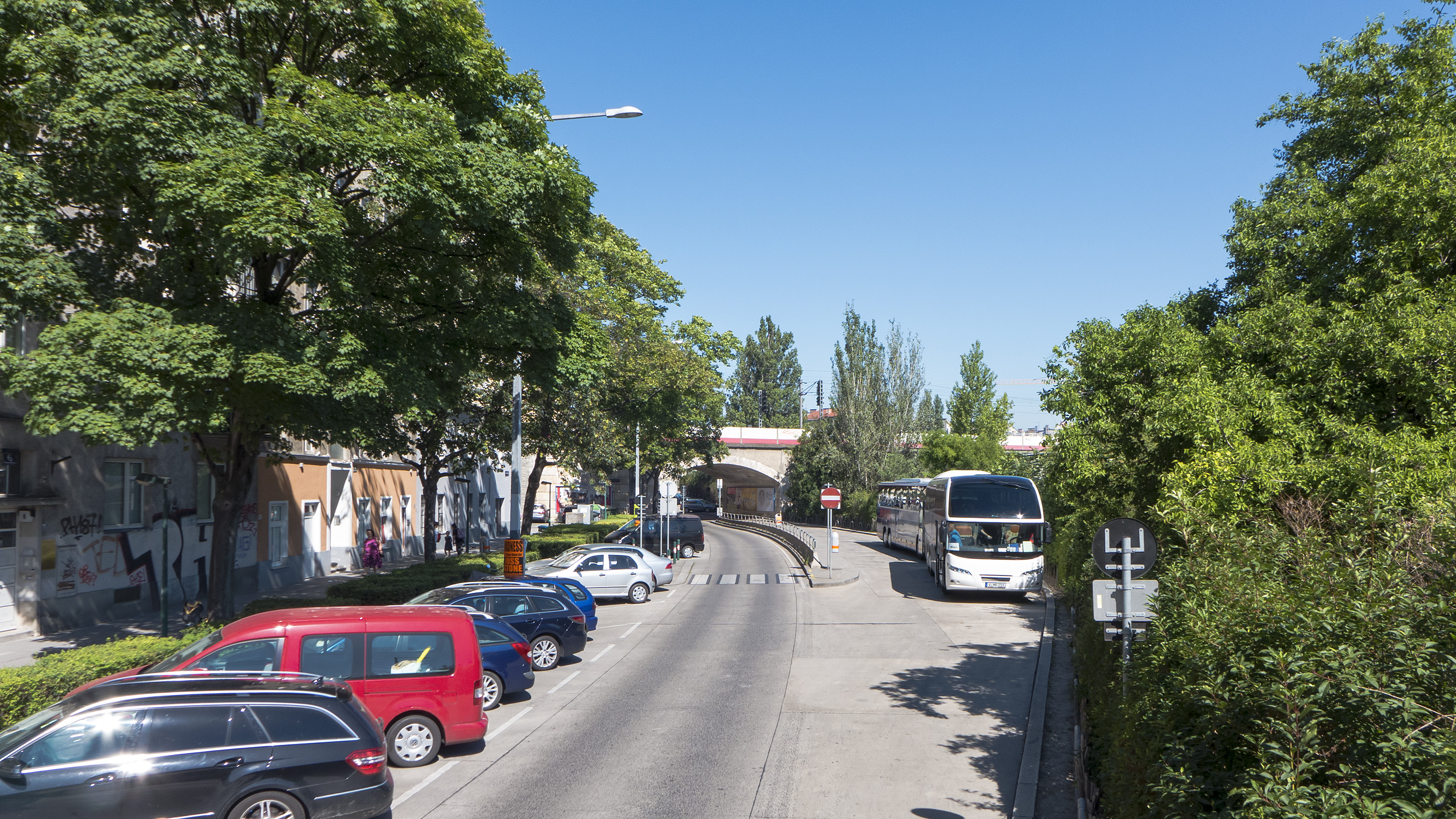
Das westliche Ende bei der Viaduktgasse
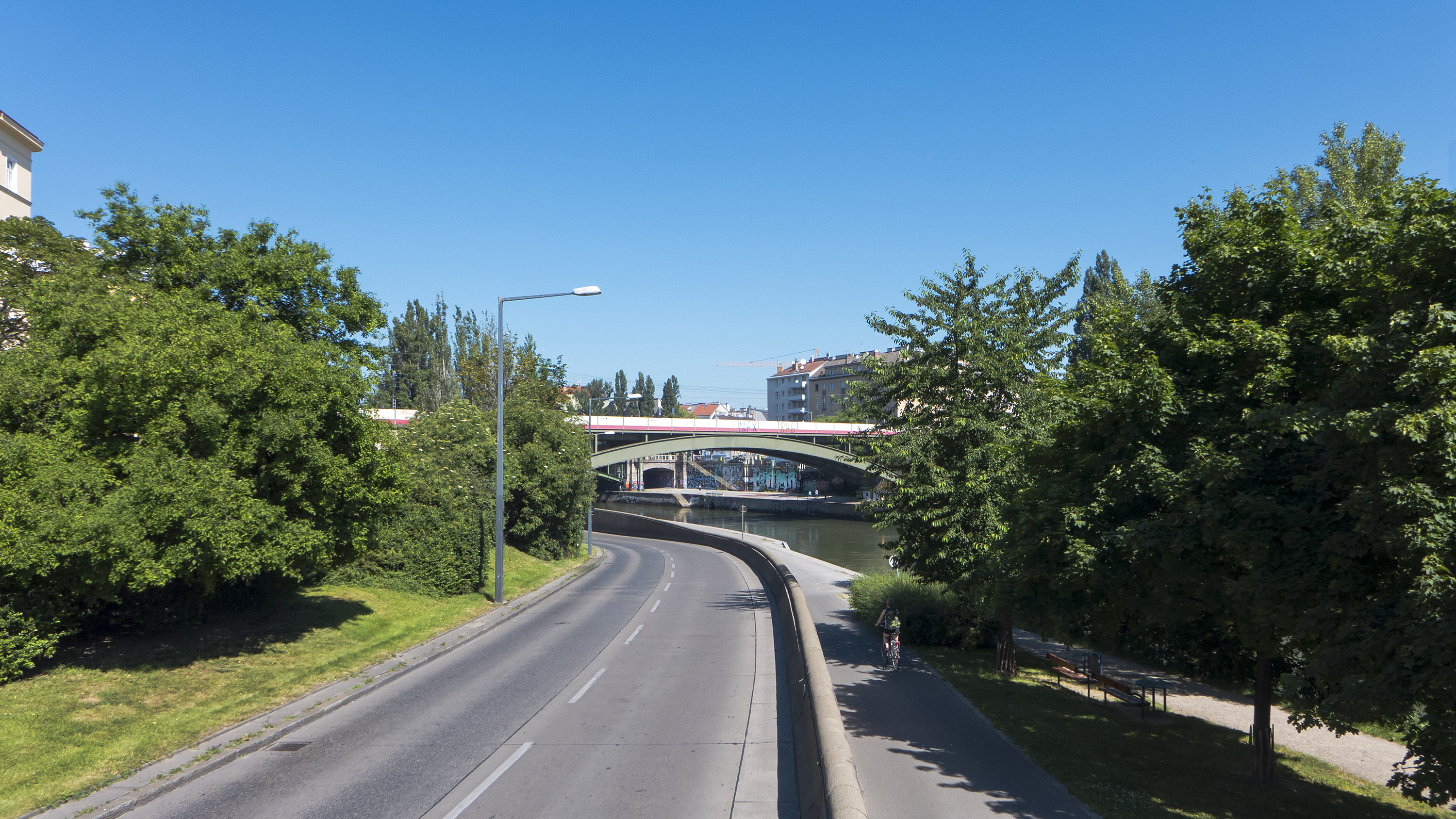
Die parallele Spur der Weißgerberlände als B227

## Literarische Bearbeitung
Der Wiener Autor Heimito von Doderer ließ in seinem 1963 erschienenen Werk Die Wasserfälle von Slunj. Roman No. 7, erster Teil den künftigen Prokuristen Josef Chwostik 1879 eine Wohnung bei der Weißgerberlände beziehen: Die hellen neuen Häuser erstreckten sich die leere Straße entlang, in regelmäßigen Abständen zeigten sie auch große, dreiteilige Fenster. … Während Chwostik … vor der hohen, weißlackierten Türe stand … Und hier, sagte sie, indem sie das eine Roleau ein wenig aufzog, sehe man zum Prater hinüber, weil gegenüber noch kein Haus stehe. (S. 69–71) Chwostik … sah über den Fluss hinüber und auf die grünen Kuppeln der Praterbäume. (S. 97) Hier gab es eine Seilfähre über den Fluss … (S. 213; die Fähre bei der Hetzgasse bestand noch in den 1960er Jahren.)